# San Leonardello
San Leonardello (San Lunardeḍḍu in siciliano) è una frazione del comune di Giarre, posta al limite meridionale del territorio comunale.

## Geografia fisica
San Leonardello confina a nord con la frazione di Trepunti, a sud con la frazione acese di Mangano, a est con la frazione di Carruba e a ovest con il territorio comunale di Santa Venerina.

## Storia
Il territorio di San Leonardello segnava il limite meridionale della contea di Mascali e il nome attribuito ad esso indicava il culto che i francesi portarono nella contea, quello di San Leonardo Abate.
Le colline circostanti l'odierna frazione giarrese, il 25 settembre 1677, furono teatro della battaglia di San Leonardello, un attacco delle milizie spagnole e acesi dirette dal generale Bragamonte e dal valoroso capitano Domenico Figuera, barone di Villanuova, contro le truppe francesi che, provenienti da Mascali, minacciavano di invadere la città di Acireale. La battaglia fu breve ma intensa e si conclude in favore degli spagnoli e degli acesi. La "liberazione" e il periodo di pace che ne derivarono furono attribuiti all'intercessione della Madonna. 
Gli effetti della seconda guerra mondiale si fecero sentire anche a San Leonardello: tra il 4 e il 6 agosto 1943 morirono 7 abitanti a causa dei bombardamenti che colpirono la piazzetta antistante la chiesa e danneggiarono notevolmente l'ala sinistra della chiesa. 
L'assetto urbanistico del paese è stato modificato negli anni settanta con la costruzione di un nuovo e più agevole tratto della Strada Statale 114.

## Monumenti e luoghi d'interesse

### Architetture religiose

#### Chiesa parrocchiale Maria Santissima della Libertà
La chiesa della Madonna della Libertà, a tre navate e in stile tardo-barocco, fu edificata nel 1782 e dichiarata sacramentale nel 1812. Ad essa faceva capo un vasto territorio delimitato a sud dal torrente Mangano, a nord dall'antica chiesa di San Matteo sulla via Consolare, ad est dal mare (spiaggia di Praiola) e ad ovest dal territorio di Santa Venerina. Il 19 dicembre 1921, con un decreto vescovile di mons. Salvatore Bella, divenne chiesa parrocchiale e nel gennaio del 1922 ebbe il suo primo parroco. Per motivi di sicurezza è chiusa al culto dal 1998.

#### La Chiesa provvisoria
La comunità parrocchiale si riunisce presso un'aula liturgica adibita a Chiesa situata sulla SS114. All'interno di questo edificio è possibile notare un quadro raffigurante la Santa Famiglia di Nazareth realizzato nel 1776 dal pittore Giuseppe Grasso Naso, allievo dell'acese Paolo Vasta, l'artistico simulacro della Patrona, Maria Santissima della Libertà, l’effigie di Sant’Antonio Abate, compatrono della comunità, e un antico crocifisso ligneo del '700, raffigurante il Cristo morente, le cui origini sembrano essere spagnole.

### Architetture civili
Il Palazzo della dogana (XVI secolo), situato presso contrada Zummo, al confine con il territorio di Acireale, segnava l'ingresso della contea di Mascali. Coloro che entravano o uscivano dal territorio, dovevano pagare il dazio, cioè una tassa doganale.